# Спрингфилд (Западна Вирџинија)
Спрингфилд (енгл. Springfield) насељено је место без административног статуса у америчкој савезној држави Западна Вирџинија.

## Демографија
По попису из 2010. године број становника је 477.
| Група             | 2000.    | 2010.       |
| Белци             | 0 (0,0%) | 466 (97,7%) |
| Афроамериканци    | 0 (0,0%) | 1 (0,2%)    |
| Азијати           | 0 (0,0%) | 0 (0,0%)    |
| Хиспаноамериканци | 0 (0,0%) | 3 (0,6%)    |
| Укупно            | 0        | 477         |